# Zero 7
Zero 7 – brytyjski duet muzyczny, który stworzyli Henry Binns i Sam Hardaker w roku 1999.
Ich pierwszy album studyjny to Simple Things wydany w kwietniu 2001 roku. Płyta ta powstała przy współpracy wokalnej artystów takich jak Sia Furler, Sophie Barker i Mozez. Grali także z m.in. Tiną Dico i José Gonzálezem. Ich album The Garden był nominowany do Nagrody Grammy w roku 2007.

## Dyskografia
- 2001 – EP 1
- 2001 – EP 2
- 2001 – Simple Things
- 2002 – Another Late Night
- 2003 – Simple Things Remixes
- 2004 – When It Falls
- 2006 – The Garden
- 2009 – Yeah Ghost
- 2010 – Record